# Nathan Alterman
Nathan Alterman (în ebraică נתן אלתרמן; n. 14 august 1910, Varșovia, Imperiul Rus – d. 28 martie 1970, Tel Aviv, Israel) a fost un poet, publicist, dramaturg și traducător israelian de limba ebraică, originar din Polonia. A fost unul din cei mai însemnați poeți israelieni ai epocii sale. În 1968 i s-a decernat premiul de stat, Premiul Israel.
A tradus în ebraică creații ale lui Shakespeare, Molière, ale unor scriitori ruși și idiș. 

## Familia, anii copilăriei și ai tinereții
Nathan Alterman s-a născut în 1910 la Varșovia, pe atunci parte din Imperiul Rus, ca întâiul fiu al lui Itzhak Alterman, pedagog, unul din deschizătorii de drum ai grădinițelor de copii în limba ebraică, și al Bellei, născută Leibowicz. Mama era medic stomatolog și soră mai mare a lui Shlomo Zalman Ariel (1895-1970), cunoscut ulterior ca pedagog și scriitor ebraic. În vara anului 1914 s-a născut in familie și o fetiță, Lea.
În același an familia s-a mutat la Moscova, iar în 1918 la Kiev, capitala Ucrainei. În 1919, în urma vicisitudinilor situației politice, s-a refugiat de acolo la Chișinău, în Basarabia, care intrase în componența României. La Chișinău Nathan Alterman a învățat la gimnaziul ebraic local, „Maghen David”. La Chișinău a început și să scrie și să publice primele sale versuri în revista gimnaziului.
În anul 1925, la vârsta de 15 ani, a emigrat împreună cu familia în Palestina, care se afla sub regimul mandatului britanic în scopul declarat al reclădirii unui Cămin Național evreiesc în Țara Sfântă. Familia Alterman s-a stabilit la Tel Aviv, unde tatăl a devenit șeful secției culturale a primăriei. Nathan și-a continuat studiile la gimnaziul ebraic „Herzylia” din Tel Aviv. 
Apoi, la 19 ani a plecat in Franța, pentru a studia la Sorbona, însă, în cele din urmă, a început, după un an, studii de agronomie la Universitatea din Nancy. În cei trei ani petrecuți în Franța Alterman s-a integrat în viața boemei locale. În martie 1931, cu ajutorul tatălui său,a publicat pentru prima dată o poezie Beshetef Ha'ir - într-o publicație literară cunoscută din Palestina: revista „Ketuvim” („Scrieri”).  
În cursul unei vacanțe în Palestina, el a publicat și prima sa schiță literară, în cotidianul „Haaretz” în 22-23 septembrie 1931. A continuat apoi să publice versuri în revistele „Ktuvim” și „Gazit”, iar când s-a întors în țară în vara anului 1932, a lucrat o scurtă vreme la școala agricolă Mikve Israel din centrul țării. După aceea și-a întreținut existența ca gazetar. A lucrat mai întâi pentru ziarul „Doar Hayom” (Posta zilei), apoi pentru câtva timp la săptămânalul „Hashaar” („Poarta”).
În paralel, Alterman a continuat să colaboreze la „Ktuvim” , unde a publicat noi poezii sub pseudonimul „N.He'azati”, în publicațiile „Turim” (Coloane) și la „Haaretz”. În cursul anului 1933 a început să scrie cuplete pentru teatrul muzical „Hamataté” (Mătura)
În iulie ziarul sindical Davar a început să-i publice o rubrică de poezii pe teme de actualitate numită Skitzot tel Aviviot(Schițe tel aviviene) pe care a semnat-o cu pseudonimul A.N. (Alef Nun). În patru luni a scris 26 de astfel de poezii. În noiembrie 1934 a trecut de la Davar la Haaretz, unde a scris o rubrica similară, dar cu un profil mai puțin liric, cât satiric purtand titlul de Regaím (adică Momente). A persistat a scrie rubrica aceasta vreme de 8 ani, publicând în cadrul ei 297 de contribuții sub pseudonimul Agav (Apropos).
În același timp el a aderat la grupul de poeți Yahdav (Laolaltă), patronat de Avraham Shlonsky și Lea Goldberg, care se înjghebase în jurul revistei Turim si care se răzvrătise contra establishmentului literar din vremea aceea, dominat de poetul național Haim Nahman Bialik. Primul sau volum de versuri, Kohavim bahutz a văzut lumina tiparului în anul 1938 în editura Yahdav a grupării menționate și a fost recepționată ca purtătoare a unui spirit inovator în lumea poeziei ebraice.
În 1935 Alterman s-a căsătorit cu actrița Rahel Markus de la Teatrul Kameri din Tel Aviv, iar in ianuarie 1941 li s-a născut o fetiță, cunoscută mai târziu ca poeta Tirtza Atar.
Paralel cu căsnicia cu Rahel Marcus, cu care a împărțit până la moarte o locuință pe bulevardul Nordau din Tel Aviv, Alterman a avut un roman extraconjugal îndelungat cu pictorița Tzila Binder, care i-a ilustrat câteva din cărțile lui pentru copii. Poetul era cunoscut pentru stările lui de dispoziție foarte schimbăcioase, pentru înclinația morbidă spre băutură (șezând zi de zi în compania unor amici la cafeneaua Kassit de pe strada Dizengof), dar și pentru limba lui ascuțită și modestia în ce privește condițiile materiale.
La începutul anului 1943 Alterman a părăsit ziarul Haaretz în urma unei dispute cu editorul Gershom Schocken. El a revenit la Davar, unde a început să publice o rubrica de actualitate care l-a făcut celebru: Hatur Hashvií (Coloana a șaptea). Rubrica aceasta a apărut fără întrerupere până la începutul lui 1967. În anul 1943 s-a prezentat în premieră, în traducerea sa, pe scena teatrului Kameri, piesa lui Sami Gronman, Shlomo Hameleh uShlomi hasandlar (Regele Solomon și Shlomi pantofarul). Tot pe atunci a publicat și prima sa carte pentru copii, Haefroah Haasiri. În 1944 a încetat să colaboreze cu ansamblul „Hamatate” și a început să scrie pentru teatrul de revistă „Li La Lo”.
Alterman salutat Debarcarea în Normandia în poezia  Bizroakh hazerakh, publicată la 9 iunie 1944 în rubrica sa din ziar, Hatur hashviyi

## Opere

### Volume de versuri
- Kokhavim bahutz, 1938 (Stele de-afară)
- Simhat aniim, 1941 (Bucuria sărmanilor)
- Shirei makot mitzrayim, 1944 (Cântecele plăgilor Egiptului)
- Coloana a șaptea, vol. 1, 1948
- Coloana a șaptea, vol. 2, 1954
- Ir hayoná, 1957 (Orașul porumbelului)
- Sefer hateva hamezameret, 1958 (Cartea caterincii)
- Shir assara ahim, 1960
- Kineret, Kineret, 1962
- Ardal Hapele, 1962 (Condurul fermecat)

### Piese de teatru
- Pundak Haruhot (Hanul cu stafii)
- Mishpat Pitagoras (Teorema lui Pitagora)

## Traduceri din opera sa în limba română
Sebastian Costin, în La marginea cerului, antologie de poeți ebraici contemporani,Cartea Românească,1992